# Султануиздаг
Султануиздаг (Султанувайс) (на узбекски: Sulton uvays togʻi; на руски: Султануиздаг) е нисък планински масив в западната част на Узбекистан (Република Каракалпакстан), разположен покрай десния бряг на река Амударя, в западната част на пустинята Къзълкум. Простира се от северозапад на югоизток и изток на протежение над 50 km и ширина до 25 km. Състои се от отделни малки и къси хребети, изградени основно от кварцити, гнайси, мрамори и интрузивни гранитоиди. Западните и южните му склонове са стръмни, а северните и източните – полегати. Максимална височина връх Ашчътау 478 m (42°08′25″ с. ш. 60°25′17″ и. д. / 42.140278° с. ш. 60.421389° и. д.), разположен в северозападната му част. Целият масив е зает от пустинен ландшафт.